# باولو فيكتور
باولو فيكتور (22 مارس 1996 في البرازيل - ) هو لاعب كرة قدم برازيلي في مركز الوسط.

## روابط خارجية
- باولو فيكتور على موقع قاعدة بيانات كرة القدم.إي يو (الإنجليزية)
- باولو فيكتور على موقع Soccerway.com (الإنجليزية)
- باولو فيكتور على موقع عالم كرة القدم.نت (الإنجليزية)